# Jalapeño

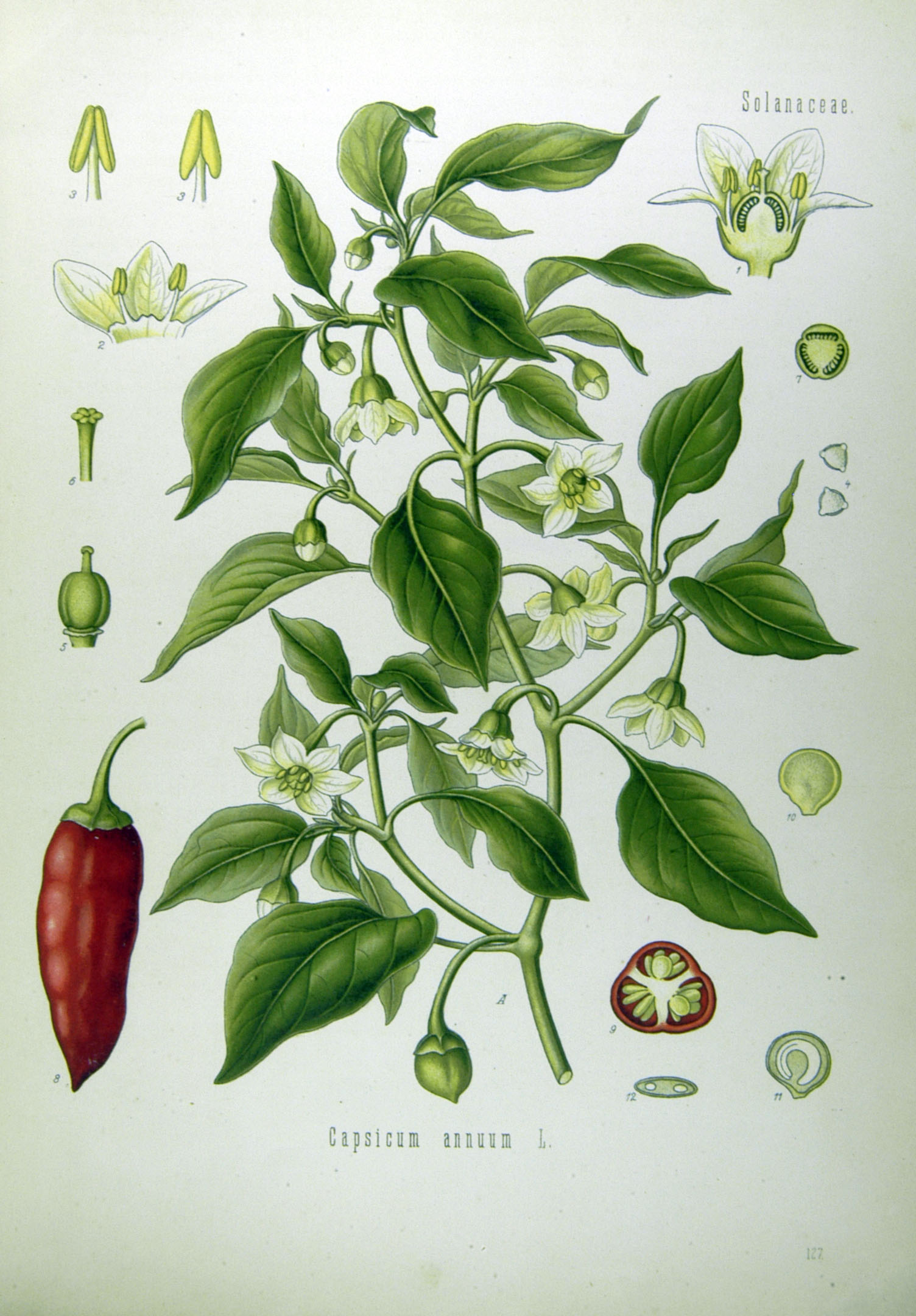

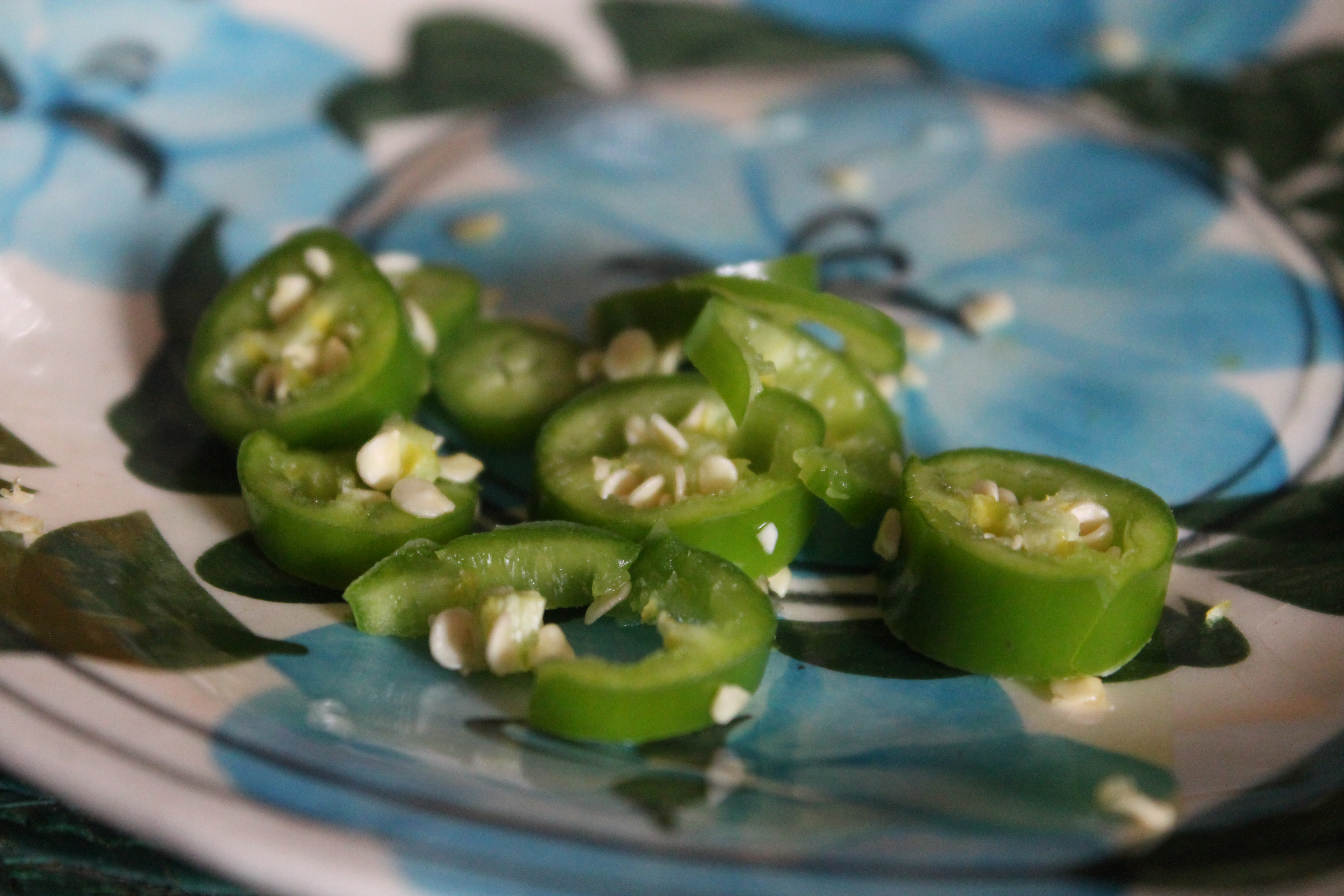

Jalapeño (plural, speciellt om frukten: jalapeños) är en liten till medelstor (ca 7,5 × 2,5 cm) ljusgrön, mörkgrön och sedan röd chilipeppar med en varierande hetta i smaken (mellan 2500 till 8500 scovillegrader). Jalapeño är en variant av arten spanskpeppar Capsicum annuum, dit även paprika hör. Jalapeño uttalas [xalaˈpeɲo] på spanska, och är uppkallad efter staden Xalapa i Veracruz i Mexiko där den enligt traditionen först producerades.

## Språkligt
Jalapeño kallas på spanska även chile gordo. På spanska kallas jalapeño även för chile jalapeño eller chile cuaresmeño (chile under fastan).
Namnet jalapeño är av nahuatl- och spanskt ursprung. Det spanska suffixet -eño innebär att substantivet har sitt ursprung på den plats, liknande de svenska -sk, -nsk och -isk suffixen. Jalapeño är uppkallad efter den mexikanska staden Xalapa (även stavat Jalapa).

## Matlagning
Den gröna, omogna jalapeñon finns att köpa färsk, konserverad i glasburk, i salsasåser och som torkad pulvriserad krydda. Den gröna fruktens smak påminner om paprika och skiljer sig från mogen chilipeppar. Denna smakskillnad är speciellt tydlig i den torkade kryddan, som då kallas chile morita i sitt hemland och, om den röks, kallas chipotle. Jalapeño är populär som pizzapålägg och i mexikansk matlagning.